# 이리공업고등학교
이리공업고등학교(裡里工業高等學校)는  전북 익산시 남중동에 있는 공립 고등학교이다.

## 학교 연혁
- 1940년 4월 11일 : 이리공립공업학교 개교 (5년제)
- 1946년 9월 1일 : 이리공립공업 중학교로 개편 (6년제)
- 1950년 6월 1일 : 이리공업중학교로 개편
- 1951년 9월 1일 : 이리공업고등학교 (3년제)로 개편
- 1961년 4월 13일 : 구교사(현 전북기계공업고등학교)에서 현교사로 이전
- 1963년 11월 30일 : 광산과, 화공과 실습장 준공
- 1975년 7월 15일 : 자동차과 및 전자과 실습장 준공
- 1979년 3월 13일 : 기계과 실습실 신축
- 1995년 1월 14일 : 건축과 실습실 증축
- 2005년 3월 2일 : 특성화 학과 신설(정보통신과)및 학과 개편(기계: 전산응용기계, 전자: 디지털전자정보, 전기: 전기자동화과)
- 2005년 12월 21일 : 특성화 고등학교 지정(전산응용기계과 3학급, 전기자동화과 2학급, 디지털전자정보과 2학급, 정보통신응용과 2학급 계 9학급)
- 2011년 3월 1일 : 특수학급 1학급 증설 (총 44학급)
- 2018년 11월 14일 : 자율학교 지정 (2019. 03. 01. ~ 2022. 02. 28.)

- 2023년 3월 1일 : 6개과 31학급 편성 (일반 29학급, 특수 2학급) (기계과 6학급, 전기과 6학급, 바이오화학과 6학급, 전자통신과 6학급, 건축과 3학급, 토목과 2학급)
- 2024년 1월 16일 : 제80회 졸업식 163명 졸업(총 38,616명, 광복 전 졸업생 246명)
- 2024년 3월 4일 : 6개과 27학급 편성 (일반 24학급, 특수 3학급)
- 2025년 3월 1일 : 제31대 임대승 교장 부임

## 설치 학과
- 기계과
- 전기과
- 전자통신과
- 토목과
- 건축과
- 바이오화학과
- 배터리융합과

## 참고 자료
- 이리공업고등학교 - 한국교육학술정보원 학교알리미